# منتخب إسكتلندا تحت 20 سنة لاتحاد الرغبي
منتخب اسكتلندا الوطني لاتحاد الرغبي تحت 20 سنة هو ممثل الرسمي في المنافسات الدولية في اتحاد الرغبي .

## وصلات خارجية
- الموقع الرسمي